# لی لیک-چی
لی لیک-چی (انگلیسی: Lee Lik-chi؛ زادهٔ ۱۰ مهٔ ۱۹۶۱) بازیگر و کارگردان فیلم اهل هنگ کنگ است.

از فیلم‌ها یا مجموعه‌های تلویزیونی که وی در آن‌ها نقش داشته است، می‌توان به خدای آشپزی، سلطان کمدی، آشپزخانه جادویی و ققنوس وارد می‌شود اشاره نمود.